# فدراسیون فوتبال اوگاندا
فدراسیون فوتبال اوگاندا (انگلیسی: Federation of Uganda Football Associations) نهاد اداره‌کننده مسابقات فوتبال و فوتسال در کشور اوگاندا است.
این فدراسیون که در سال ۱۹۲۴ تأسیس شده عضو کنفدراسیون فوتبال آفریقا و فیفا نیز می‌باشد و مقر آن در شهر کامپالا است.